# John Lipsky
John Lipsky, John Phillip Lipsky, född 19 februari 1947, är en amerikansk ekonom. Han var Internationella Valutafondens direktör 2011. Han var tidigare ställföreträdare för den tidigare direktören Dominique Strauss-Kahn, och har för tillfället fått överta rollen eftersom Strauss-Kahn avgick på grund av att han sitter häktad för anklagelser om våldtäkt och sexuellt utnyttjande.